# Medusae Sulci
I Medusae Sulci sono una struttura geologica della superficie di Marte.